# Río Atuel
Pour les articles homonymes, voir Atuel.
La rivière Atuel, en espagnol río Atuel, est un affluent du río Desaguadero en Argentine. Il prend sa source dans le lac Atuel, en espagnol, Lago Atuel, traverse le sud de la province de Mendoza avant d'atteindre la province de La Pampa, où il se jette dans le río Desaguadero.

## Étymologie
Atuel, vient d'un mot puelche « Latuel », qui signifie « Âme de la terre ».  

## Description du cours
Le rio Atuel a une longueur totale d'approximativement de 790 km (d'autres sources parlent de « plus de 600 km »). Son cours s'étend du lac Atuel jusqu'au Réservoir de Nihuil, dans la province de La Pampa.
Le bassin du rio Atuel occupe le secteur le plus méridional du système hydrologique du rio Desaguadero et a une superficie approximative de 39 404 km²
Le río Atuel naît aux confins de l'Argentine, à moins de 10 km de la frontière chilienne, dans le lac glaciaire éponyme, à 3 250 mètres d'altitude, dans la cordillère des Andes. Il traverse le sud de la province de Mendoza d'ouest en est jusqu'à San Rafael, puis se dirige plein Sud vers  la province de La Pampa dans laquelle il entre à une vingtaine de kilomètres au Nord de Santa Isabel et rejoint le río Desaguadero dans sons cours inférieur, aux environs de Limay Mahuida, dans le « collecteur » Salado - Chadileuvú, et sa quantité de bras et de canaux.
Le rio Atuel est, dans l'ordre amont vers aval, le cinquième affluent le plus important du río Desaguadero après le río San Juan, le río Mendoza, le río Tunuyán, et le río Diamante.  

## Régime

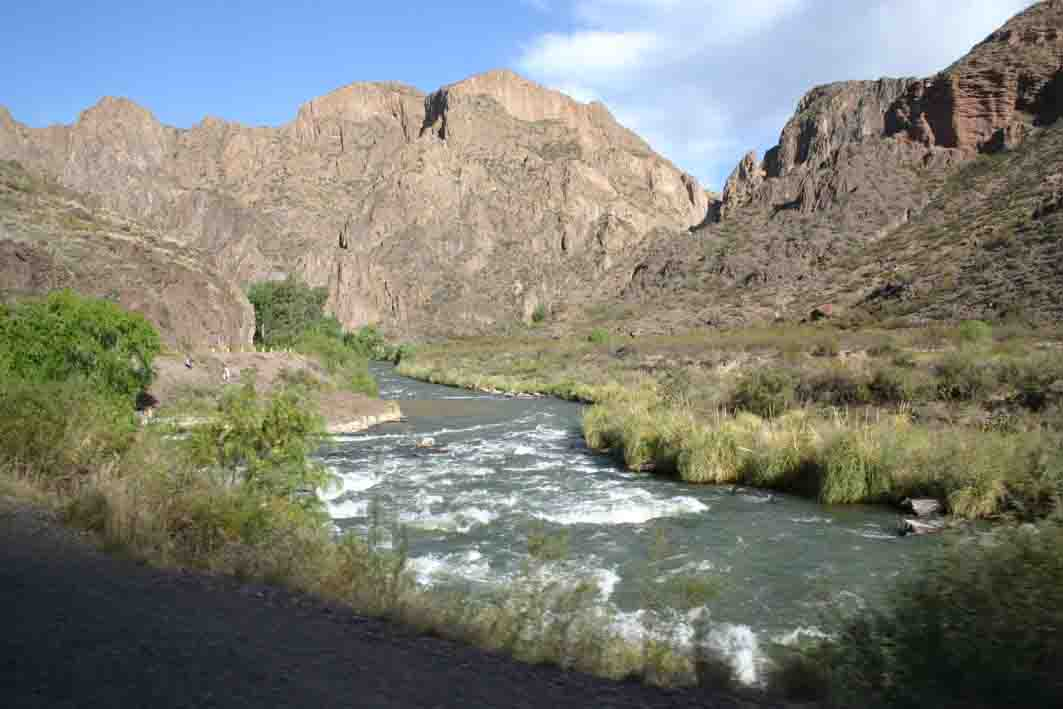
Autre vue du cours andin du río Atuel

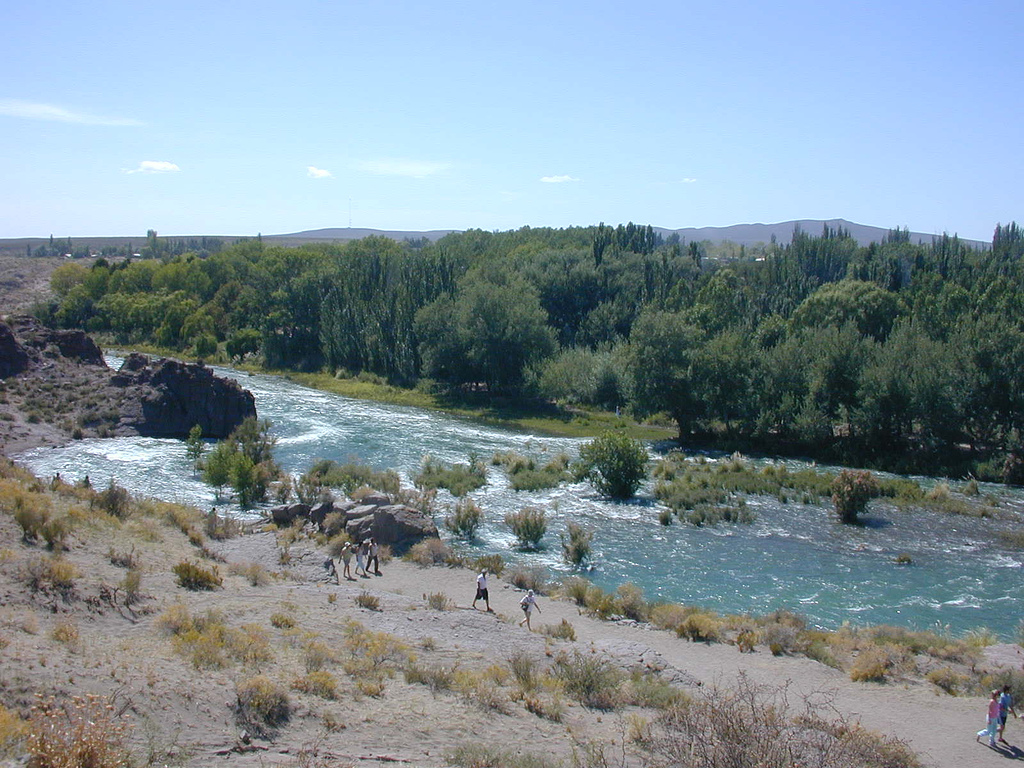
Vue du cours moyen du río Atuel près de San Rafael

Le cours supérieur de la rivière obéit à un régime nival, c'est-à-dire que ses crues sont causées par la fonte des neiges andines d'octobre à décembre. En cela, il n'est pas différent des autres rivières de la région de la province de Mendoza. Dans les trois quarts suivants de son cours, soit dans les départements de San Rafael et de General Alvear, il reçoit des apports pluviaux, issu des précipitations annuelles moyennes, de l'ordre de 350 mm.

## Débits
Son débit moyen, observé de 1972 à 2004 à El Sosneado, au pied des Andes, là où la rivière est traversée par la fameuse route nationale 40, est de l'ordre de 40,74 m3/s, soit près d'un milliard trois cents millions de tonnes d'eau par an.
Son cours inférieur étant situé en zone aride ou semi-aride, ses eaux sont largement utilisées pour l'irrigation, conjointement avec le río Diamante qui coule parallèlement un peu plus au nord - pour irriguer la grande oasis de San Rafael. Aussi son débit diminue-t-il progressivement d'ouest en est, depuis les Andes jusqu'au débouché de ses eaux dans le río Desaguadero.

### Hydrométrie - mesure des débits à La Angostura
Le débit du río Atuel a été observé pendant 4 ans (1949-1952) à La Angostura, localité de la province de Mendoza située peu avant la sortie du cours d'eau de la région andine.
À La Angostura, le débit annuel moyen ou module observé sur cette période a été de 29,5 m3/s pour une surface étudiée de 3 800 km2, soit la plus grande partie de la surface du bassin versant donnant lieu à un écoulement.
La lame d'eau écoulée dans cette partie du bassin versant atteint le chiffre de 245 millimètres par an, ce qui peut être considéré comme moyennement élevé dans cette région - le Cuyo - généralement fort déséchée.
Cours d'eau alimenté principalement par la fonte des neiges, le río Atuel est un cours d'eau de régime nival qui présente deux saisons.
Les hautes eaux se déroulent en décembre-janvier, ce qui correspond à la fonte des neiges des hauts massifs andins. Au mois de février, le débit de la rivière baisse progressivement, ce qui mène à une longue période de basses eaux, allant d'avril à septembre. Mais la rivière conserve durant toute cette période un débit consistant et fort régulier, soutenu par les précipitations des hauts sommets du bassin.
Le débit moyen mensuel observé en juillet (minimum d'étiage) est de 16,6 m3/s, soit plus du quart du débit moyen du mois de janvier (55,8 m3/s), ce qui témoigne de l'amplitude assez modérée des variations saisonnières. Sur la durée d'observation de 4 ans, le débit mensuel minimal a été de 14,7 m3/s, tandis que le débit mensuel maximal s'élevait à 64,5 m3/s.

## Le Cañon de l'Atuel

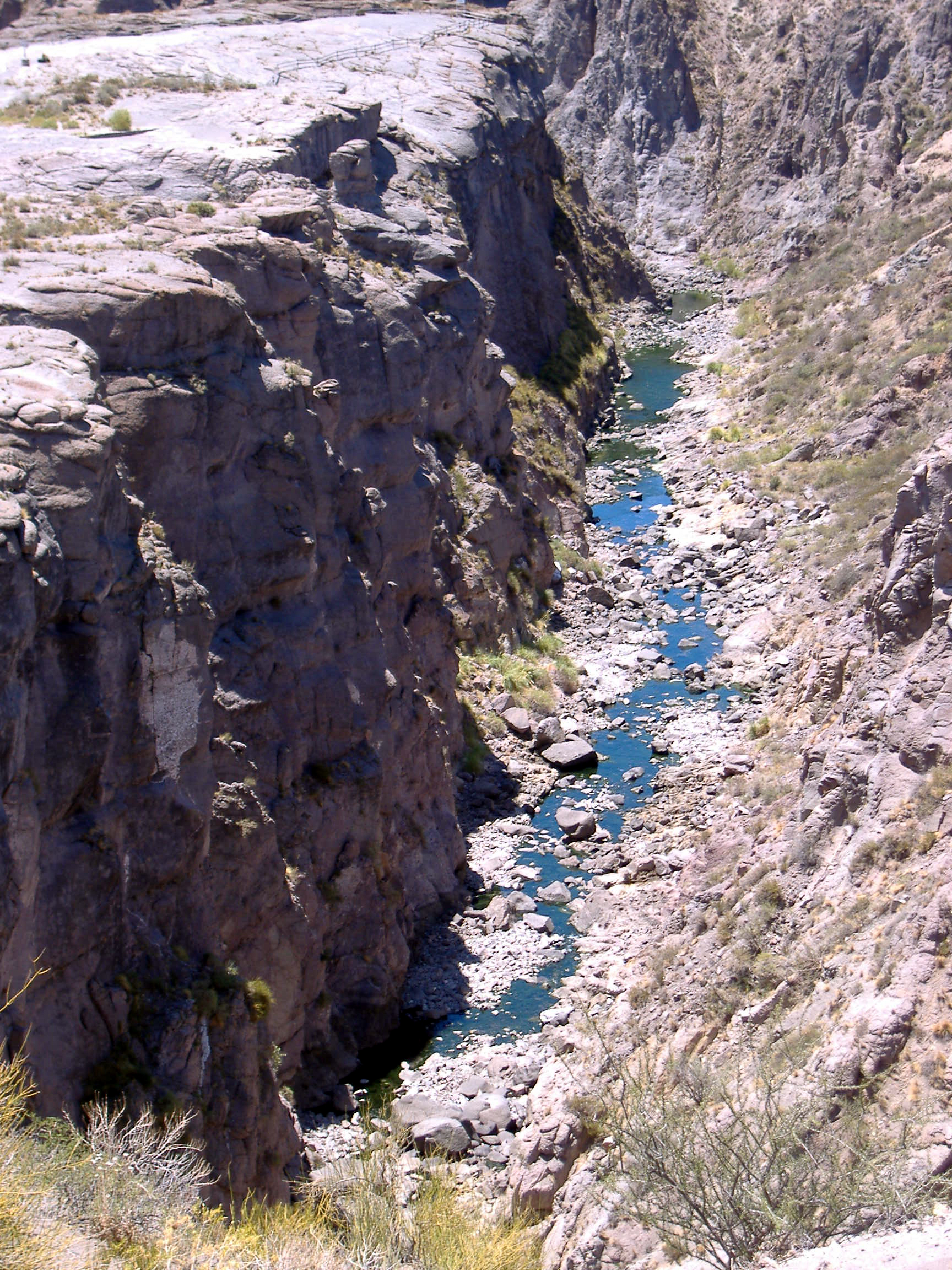
Le Cañon de l'Atuel

Dans son cours moyen, à l'approche de la ville de San Rafael, depuis le sud-ouest, le río Atuel forme un grand lac-réservoir, à la suite de la construction du barrage d'El Nihuil. La superficie de cet énorme lac artificiel est de 96 kilomètres carrés. Immédiatement après le barrage, la rivière s'engouffre dans un cañon de 60 km de long où elle forme des rapides. L'Atuel passe alors de 1.250 à 700 mètres d'altitude. Cette importante différence de niveau est mise à profit pour la production d'hydroélectricité. Quatre stations hydroélectriques ont été construites sur cette section (Nihuil I, II, III et IV). La plus grande partie des eaux de la rivière a été ainsi détournée par un système de tunnels creusés dans la roche et connectant une chaîne de réservoirs.
Le Cañon de l'Atuel est une importante attraction touristique : la zone comporte des hôtels, des sites de camping, des country clubs et d'autres possibilités de se loger. Les rapides sont utilisés pour le rafting et le canoë. Ils sont classifiés entre les classe II (novices) et IV.
Le Cañon se termine à Rincón del Atuel. À partir de là, le río Atuel coule paisiblement dans une vaste plaine, devenant plus large et comportant de nombreux méandres, et ce jusqu'au débouché dans le río Desaguadero.

## Bañados du río Atuel
Les bañados ou marécages du río Atuel sont situés dans la province de La Pampa au terme du cours du bras principal de la rivière. Ils couvraient originellement une superficie de 9 000 km2 soit 900 000 ha. Mais l'utilisation de ses eaux en amont, surtout dans les oasis de San Rafael et de General Alvear, a fait diminuer considérablement la superficie des bañados et on a pu craindre leur quasi-disparition. Actuellement cette superficie serait de quelque 250 000 ha.
Les études scientifiques montrent la grande importance de ces Bañados (ou zones humides) pour la vie de plus de 200 espèces de poissons, amphibiens, reptiles, oiseaux et mammifères.

## Source
- (fr + es) Site de la convention RAMSAR sur les zones humides